# Ecnomus tamiok
Ecnomus tamiok là một loài Trichoptera trong họ Ecnomidae. Chúng phân bố ở miền Australasia.